# Castillo de Jaunpil
El castillo de Jaunpil (en letón: Jaunpils pils) es un edificio en la histórica región de Zemgale, en Letonia. Se trata más de una casa señorial que de un castillo propiamente fortificado, que ha sido convertido en un hotel.
El edificio fue construido en 1301 por el maestro de la rama alemana de la Orden de Livonia, Gottfried von Roga. La torre fue añadida en el siglo XV. El castillo fue severamente dañado en la guerra por los suecos en 1625.